# Erotica (album)
Erotica là album phòng thu thứ năm của ca sĩ người Mỹ Madonna, phát hành ngày 20 tháng 10 năm 1992 bởi Maverick Records, Sire Records và Warner Bros. Records. Đây cũng là đĩa nhạc đầu tiên của nữ ca sĩ ra mắt dưới sự phân phối của Maverick, một công ty giải trí đa phương tiện do cô thành lập. Năm 1991, Shep Pettibone gửi cho Madonna một bản demo gồm ba bản nhạc; cô đã nghe các bài hát và yêu thích tất cả. Sau đó, cả hai gặp nhau tại Thành phố New York để bắt đầu quá trình cộng tác, trong đó nữ ca sĩ sáng tác giai điệu và lời trên nền nhạc Pettibone đã sản xuất theo phong cách của những bản phối lại trước đó của ông. Bên cạnh Pettibone, cô còn hợp tác với André Betts, người từng đồng sản xuất đĩa đơn năm 1990 "Justify My Love". Erotica là một album chủ đề về tình dục và sự lãng mạn trong thời kỳ bùng phát của HIV/AIDS, với nội dung ca từ đề cập đến những chủ đề nhạy cảm như S&M và kỳ thị người đồng tính. Ngoài ra, album cũng đánh dấu sự thay đổi về phong cách âm nhạc của Madonna so với những tác phẩm mang hơi hướng nhạc dance trước đó, kết hợp với những âm hưởng của hip-hop, house, techno và new jack swing.
Erotica được phát hành cùng thời điểm với ấn phẩm sách đầu tiên của nữ ca sĩ Sex, một tập sách bàn cà phê gồm những hình ảnh mô tả "những tưởng tượng khiêu dâm" của cô. Sau khi phát hành, đĩa nhạc đa phần nhận được những phản ứng tích cực từ giới chuyên môn, trong đó họ coi đây là một trong những album phiêu lưu nhất của Madonna, nhưng cũng có một số ý kiến cho rằng âm nhạc đã bị lu mờ bởi chủ đề tình dục. Erotica cũng gặt hái những thành công đáng kể về mặt thương mại khi đứng đầu các bảng xếp hạng tại Úc, Phần Lan và Pháp, đồng thời lọt vào top 10 ở hầu hết những quốc gia còn lại, bao gồm vươn đến top 5 ở nhiều thị trường lớn như Đan Mạch, Canada, Đức, Ý, Nhật Bản, New Zealand, Tây Ban Nha, Thụy Sĩ và Vương quốc Anh. Đĩa nhạc ra mắt ở vị trí thứ hai trên bảng xếp hạng Billboard 200 với 167,000 bản, đánh dấu album phòng thu đầu tiên của nữ ca sĩ kể từ album đầu tay năm 1983 mang chính tên cô không đạt ngôi vị quán quân và được chứng nhận hai đĩa Bạch kim bởi Hiệp hội Công nghiệp Ghi âm Hoa Kỳ (RIAA). Tính đến nay, đĩa nhạc đã bán được hơn sáu triệu bản trên toàn cầu.
Sáu đĩa đơn đã được phát hành từ Erotica. Bài hát chủ đề được chọn làm đĩa đơn mở đường và lọt vào top 10 ở hơn 17 quốc gia và lãnh thổ, đồng thời trở thành một trong những đĩa đơn có thứ hạng tuần đầu cao nhất lúc bấy giờ trên bảng xếp hạng Billboard Hot 100 tại Hoa Kỳ. "Deeper and Deeper" và "Rain" cũng gặt hái nhiều thành công đáng kể tại một số thị trường nổi bật, trong khi "Bad Girl" và "Fever" chỉ tiếp nhận những thành tích thương mại tương đối. Đĩa đơn còn lại  "Bye Bye Baby" chỉ được phát hành giới hạn tại Úc. Để quảng bá album, Madonna trình diễn trên nhiều chương trình truyền hình và lễ trao giải lớn, như The Arsenio Hall Show, Saturday Night Live và giải Video âm nhạc của MTV năm 1993, cũng như tiến hành chuyến lưu diễn thế giới The Girlie Show với 39 đêm diễn và đi qua bốn châu lục. Kể từ khi phát hành, Erotica được coi là một trong những album quan trọng nhất sự nghiệp của Madonna, đồng thời được Đại sảnh Danh vọng Rock and Roll nhìn nhận là bản thu âm "mang tính cách mạng nhất mọi thời đại" và gây ảnh hưởng đến những tác phẩm tương lai của những nghệ sĩ nữ đương đại, từ Janet Jackson đến Beyoncé.

## Danh sách bài hát
| Erotica – Phiên bản tiêu chuẩn | Erotica – Phiên bản tiêu chuẩn | Erotica – Phiên bản tiêu chuẩn         | Erotica – Phiên bản tiêu chuẩn | Erotica – Phiên bản tiêu chuẩn |
| STT                            | Nhan đề                        | Sáng tác                               | Sản xuất                       | Thời lượng                     |
| ------------------------------ | ------------------------------ | -------------------------------------- | ------------------------------ | ------------------------------ |
| 1.                             | "Erotica"                      | Madonna Shep Pettibone Anthony Shimkin | Madonna Pettibone              | 5:20                           |
| 2.                             | "Fever"                        | John Davenport Eddie Cooley            | Madonna Pettibone              | 5:00                           |
| 3.                             | "Bye Bye Baby"                 | Madonna Pettibone Shimkin              | Madonna Pettibone              | 3:56                           |
| 4.                             | "Deeper and Deeper"            | Madonna Pettibone Shimkin              | Madonna Pettibone              | 5:33                           |
| 5.                             | "Where Life Begins"            | Madonna Andre Betts                    | Madonna Betts                  | 5:57                           |
| 6.                             | "Bad Girl"                     | Madonna Pettibone Shimkin              | Madonna Pettibone              | 5:23                           |
| 7.                             | "Waiting"                      | Madonna Betts                          | Madonna Betts                  | 5:46                           |
| 8.                             | "Thief of Hearts"              | Madonna Pettibone Shimkin              | Madonna Pettibone              | 4:51                           |
| 9.                             | "Words"                        | Madonna Pettibone Shimkin              | Madonna Pettibone              | 5:55                           |
| 10.                            | "Rain"                         | Madonna Pettibone                      | Madonna Pettibone              | 5:25                           |
| 11.                            | "Why's It So Hard"             | Madonna Pettibone Shimkin              | Madonna Pettibone              | 5:23                           |
| 12.                            | "In This Life"                 | Madonna Pettibone                      | Madonna Pettibone              | 6:23                           |
| 13.                            | "Did You Do It?"               | Madonna Betts                          | Madonna Betts                  | 4:54                           |
| 14.                            | "Secret Garden"                | Madonna Betts                          | Madonna Betts                  | 5:32                           |
| Tổng thời lượng:               | Tổng thời lượng:               | Tổng thời lượng:                       | Tổng thời lượng:               | 75:24                          |

Ghi chú
- Phiên bản sạch của album không bao gồm "Did You Do It?".
- Mark Goodman và Dave Murphy được ghi nhận là "khách mời đặc biệt" trong "Did You Do It?".
- "Erotica" sử dụng nhạc mẫu "Jungle Boogie" (1973) do Kool and the Gang thể hiện, và được sáng tác bỏi Robert Earl Bell, Ronald Nathan Bell, Donald Boyce, George Melvin Brown, Robert Spike Mickens, Claydes Charles Smith, Clifford Adams và Dennis Thomas. Album cũng lấy mẫu "El Yom 'Ulliqa 'Ala Khashaba", do Fairuz thể hiện.
- Anthony Shimkin đã chính thức được ASCAP thêm vào như là đồng tác giả của "Erotica", "Bye Bye Baby", "Bad Girl", "Thief of Hearts", "Words" và "Why's It So Hard". Ghi chú của album không bao gồm điều này. Shimkin chỉ được phép thêm tên mình vào một sáng tác trong album; ban đầu ông chọn "Deeper and Deeper".[3]
- "Fever" có lời do ca sĩ Peggy Lee viết và biên soạn lại, người không được ghi nhận trong danh sách thành phần thực hiện.[4]

## Xếp hạng
| Bảng xếp hạng (1992-2023)                | Vị trí cao nhất |
| ---------------------------------------- | --------------- |
| Album Argentina (CAPIF)                  | 1               |
| Album Úc (ARIA)                          | 1               |
| Album Áo (Ö3 Austria)                    | 10              |
| Album Bỉ (IFPI — SIBESA)                 | 9               |
| Album Brazil (Nopem/ABPD)                | 1               |
| Canada Top Albums/CDs (RPM)              | 4               |
| Album Canada (The Record)                | 3               |
| Album Croatia Quốc tế (HDU)              | 5               |
| Album Đan Mạch (IFPI)                    | 2               |
| Album Hà Lan (Album Top 100)             | 13              |
| Album Châu Âu (Music & Media)            | 1               |
| Album Phần Lan (Suomen virallinen lista) | 1               |
| Album Pháp (SNEP)                        | 1               |
| Album Đức (Offizielle Top 100)           | 5               |
| Album Hy Lạp (IFPI Greece)               | 3               |
| Album Hungaria (MAHASZ)                  | 15              |
| Album Iceland (Tónlist)                  | 10              |
| Album Ireland (IFPI)                     | 5               |
| Album Ý (Musica e dischi)                | 2               |
| Album Nhật Bản (Oricon)                  | 5               |
| Album New Zealand (RMNZ)                 | 5               |
| Album Na Uy (VG-lista)                   | 11              |
| Album Bồ Đào Nha (AFP)                   | 6               |
| Album Tây Ban Nha (PROMUSICAE)           | 5               |
| Album Nam Phi (RISA)                     | 28              |
| Album Thụy Điển (Sverigetopplistan)      | 6               |
| Album Thụy Sĩ (Schweizer Hitparade)      | 5               |
| Album Anh Quốc (OCC)                     | 2               |
| Album Hoa Kỳ Billboard 200               | 2               |

| Bảng xếp hạng (1992)                     | Vị trí |
| ---------------------------------------- | ------ |
| Album Úc (ARIA)                          | 30     |
| Album Canada (RPM)                       | 32     |
| Album Châu Âu (Music & Media)            | 50     |
| Album Phần Lan (Suomen virallinen lista) | 40     |
| Album Nhật Bản (Oricon)                  | 88     |
| Album Tây Ban Nha (PROMUSICAE)           | 67     |
| Album Anh Quốc (OCC)                     | 27     |
| Bảng xếp hạng (1993)                     | Vị trí |
| Album Úc (ARIA)                          | 49     |
| Album Canada (RPM)                       | 71     |
| Hoa Kỳ Billboard 200                     | 61     |
| Hoa Kỳ Top 100 Albums (Cash Box)         | 44     |

## Chứng nhận
| Quốc gia                                                                           | Chứng nhận  | Số đơn vị/doanh số chứng nhận |
| ---------------------------------------------------------------------------------- | ----------- | ----------------------------- |
| Argentina (CAPIF)                                                                  | 4× Bạch kim | 240.000^                      |
| Úc (ARIA)                                                                          | 3× Bạch kim | 210.000^                      |
| Áo (IFPI Áo)                                                                       | Vàng        | 25.000*                       |
| Brasil (Pro-Música Brasil)                                                         | Vàng        | 180,000                       |
| Canada (Music Canada)                                                              | 2× Bạch kim | 200.000^                      |
| Pháp (SNEP)                                                                        | —           | 250,000                       |
| Đức (BVMI)                                                                         | Vàng        | 250.000^                      |
| Israel                                                                             | —           | 10,000                        |
| Ý (FIMI)                                                                           | —           | 250,000                       |
| Nhật Bản (RIAJ)                                                                    | 2× Bạch kim | 400.000^                      |
| Malaysia                                                                           | —           | 25,000                        |
| Mexico                                                                             | —           | 250,000                       |
| Hà Lan (NVPI)                                                                      | Vàng        | 50.000^                       |
| Singapore (RIAS)                                                                   | —           | 40,000                        |
| Nam Phi (RISA)                                                                     | Vàng        | 25.000*                       |
| Tây Ban Nha (PROMUSICAE)                                                           | Bạch kim    | 150,000                       |
| Thụy Sĩ (IFPI)                                                                     | Vàng        | 25.000^                       |
| Anh Quốc (BPI)                                                                     | 2× Bạch kim | 600.000^                      |
| Hoa Kỳ (RIAA)                                                                      | 2× Bạch kim | 1,989,000                     |
| Tổng hợp                                                                           |             |                               |
| Châu Âu                                                                            | —           | 1,500,000                     |
| Toàn cầu                                                                           | —           | 6,000,000>                    |
| * Chứng nhận dựa theo doanh số tiêu thụ. ^ Chứng nhận dựa theo doanh số nhập hàng. |             |                               |